# Geoogde pelsmot
De geoogde pelsmot (Monopis fenestratella) is een vlinder uit de familie echte motten (Tineidae). De wetenschappelijke naam is voor het eerst geldig gepubliceerd in 1863 door Heyden.
De soort komt voor in Europa.